# San Dionisio (Philippines)
Pour les articles homonymes, voir San Dionisio.
San Dionisio est une municipalité de la province d'Iloilo aux Philippines.

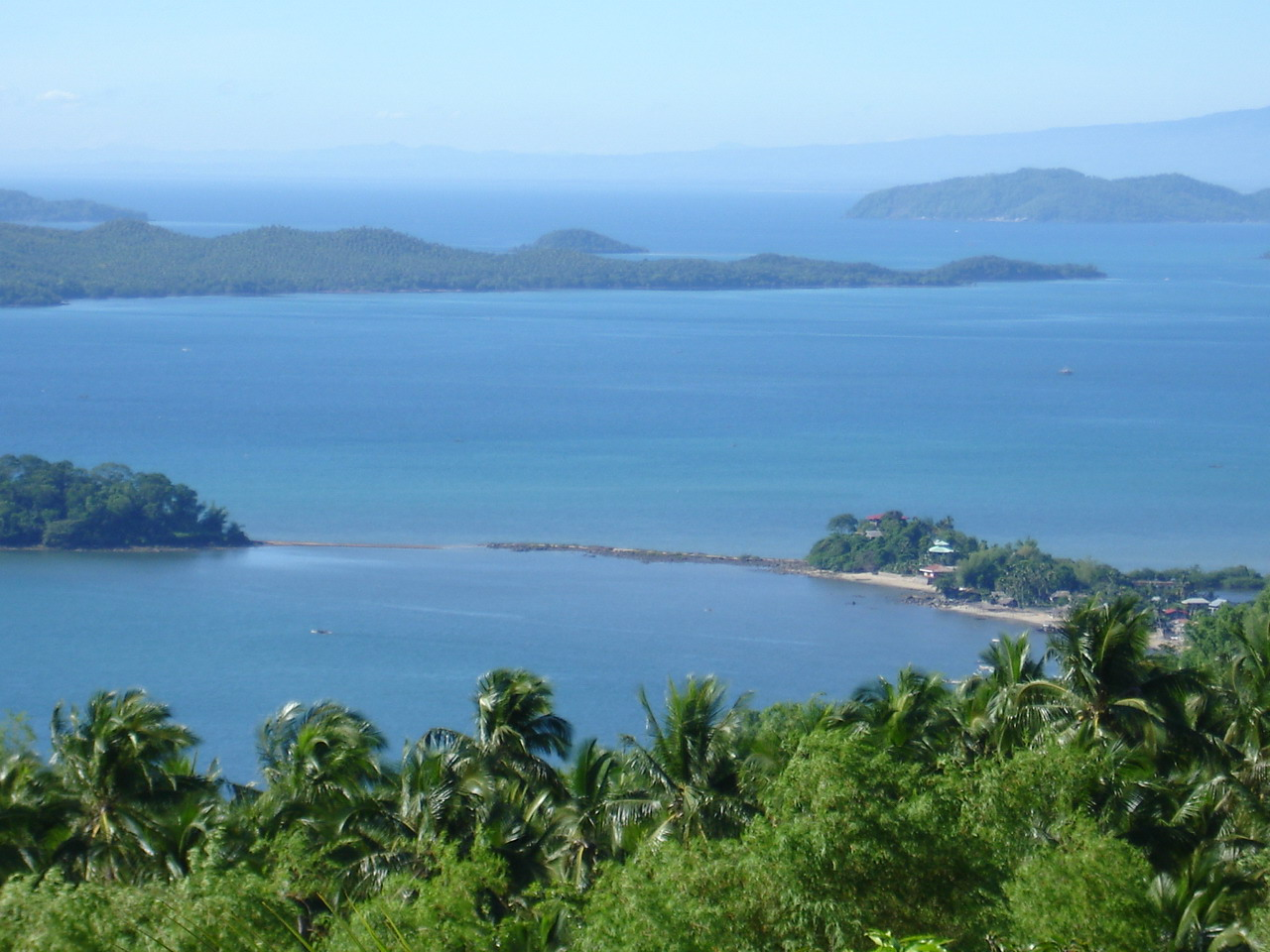
Vue de San Dionisio depuis l'est depuis le mont Opao sur l'île de Sicogon